# Epsilon Volantis
Epsilon Volantis (ε Vol) – gwiazda potrójna w gwiazdozbiorze Ryby Latającej. Znajduje się około 562 lata świetlne od Słońca.

## Charakterystyka
Główny składnik, Epsilon Volantis A to gwiazda spektroskopowo podwójna. Jest sklasyfikowana jako podolbrzym, należy do typu widmowego B6 i ma jasność widomą 4,38m. Obrót w tym układzie trwa 14,17 dnia.
Towarzysz systemu podwójnego, Epsilon Volantis B, oddalony jest o 5,4 sekundy kątowej od głównej pary, a jego jasność widoma wynosi 7,31m.